# Coleophora nivea
Coleophora nivea é uma espécie de mariposa do gênero Coleophora pertencente à família Coleophoridae.